# Dzanga-Sangha Complex of Protected Areas

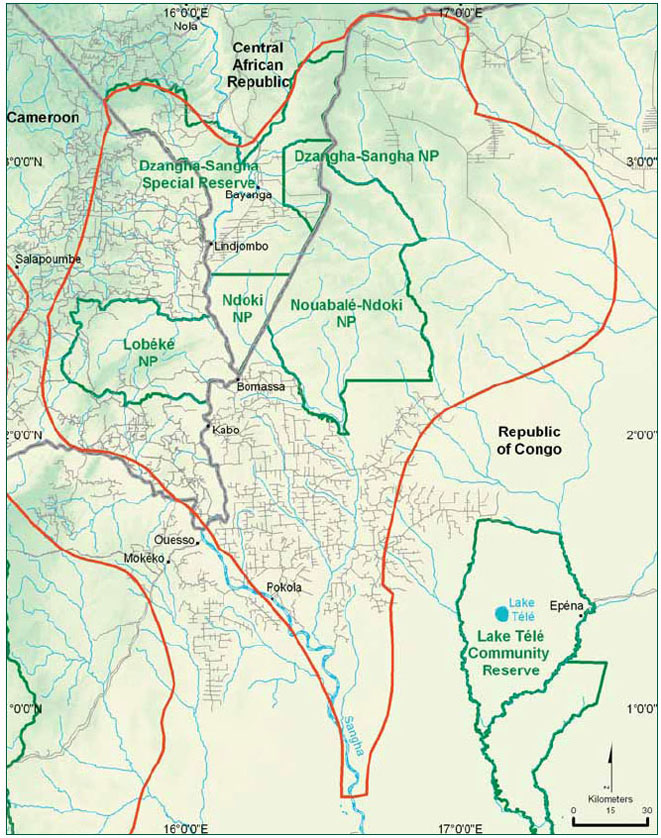

Het Dzanga-Sangha Complex of Protected Areas, afgekort DSPAC, is een beschermd gebied in het Kongobekken in het uiterste zuidwesten van de Centraal-Afrikaanse Republiek. Het heeft een oppervlakte van 4589 km² en bestaat uit drie gedeeltes. Het centrale deel is het Dzanga-Sanghareservaat, met een oppervlakte van 3359 km². Ten noordoosten en ten zuiden van het reservaat bevinden zich respectievelijk de Dzanga-sector (495 km²) en de Ndoki-sector (725 km²), die gezamenlijk het nationaal park Dzanga-Ndoki vormen.
Dzanga-Sangha ligt in het noorden van de Sangha Trinational, een uitgestrekt bosgebied dat in 2012 op de werelderfgoedlijst werd geplaatst. Hiertoe behoren ook Lobéké in Kameroen en Nouabalé-Ndoki in Congo-Brazzaville, twee nationale parken die direct aan Dzanga-Sangha grenzen. De drie reservaten behoren tot de belangrijkste nationale parken in de ecoregio Noordwestelijke Congolese laaglandbossen.

## Geschiedenis en bestuur
Tot 1986 bestonden er geen restricties in het gebied wat nu bekend staat als Dzanga-Sangha. De wouden werden bedreigd door de jacht,  ontbossing, mijnbouwactiviteiten en agricultuur.
In 1990 werd het Dzanga-Sangha Complex of Protected Areas opgericht, dat het Dzanga-Sanghareservaat en het nationaal park Dzanga-Ndoki omvat. Het complex staat sinds 1999 onder leiding van het Central African Forest Commission (COMIFAC), een commissie van de regering, en het World Wildlife Fund (WWF). Zij werken daarbij nauw samen met de Duitse German Cooperation of Technical Collaboration (GTZ). De reservaten worden financieel en technisch ondersteund door de Duitse en Amerikaanse regering, de Wereldbank en diverse private organisaties en sponsors.
In het reservaat is de jacht toegestaan als middel voor levensonderhoud voor de lokale bevolking. Alle andere vormen van exploitatie zijn verboden, met uitzondering van ecotoerisme en wetenschappelijk onderzoek.

## Klimaat en ecologie

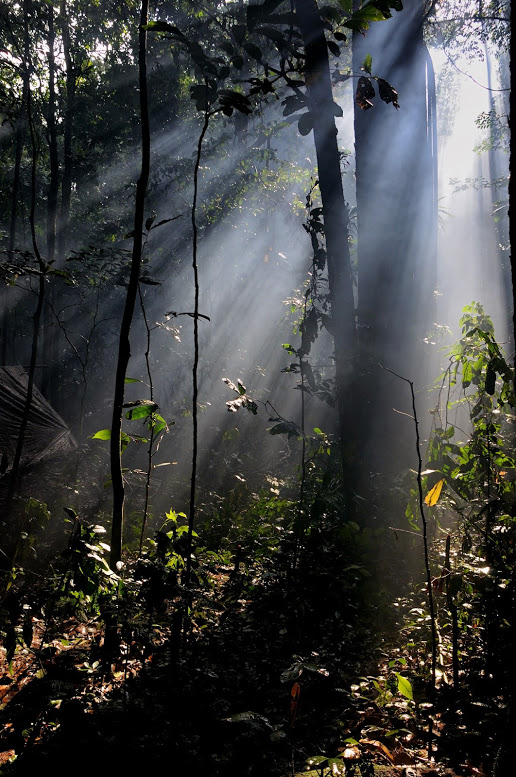
Regenwoud in het Dzanga-Sanghareservaat

De gemiddelde temperatuur ligt tussen de 24 en 29 °C. De gemiddelde jaarlijkse neerslag bedraagt 1400 tot 1500 millimeter. Het lange regenseizoen is in oktober tot november en het korte regenseizoen tussen mei en juni.
De belangrijkste rivier in Dzanga-Sangha is de Sangha. Het gebied wordt gedomineerd door droogbossen, semi-groenblijvend bossen en moerasachtige open plekken, die door de lokale bevolking bai worden genoemd. De prominentste plantenfamilies zijn Euphorbiaceae, Rubiaceae, Fabaceae en Annonaceae. Andere veelvoorkomende families zijn onder andere Caesalpinioideae, Meliaceae, Sterculiaceae en Ebenaceae. Langs de Sangha groeien dichte wouden met Gilbertiodendron dewevrei (Caesalpinioideae) als dominante soort. Veldonderzoek heeft uitgewezen dat in deze bossen naar verhouding meer dieren leven dan in gebieden in de omtrek.
Het gevarieerde gebied van Dzanga-Sangha huisvest een hoge concentratie van westelijke laaglandgorilla's, chimpansees, bosolifanten, bongo's en bosbuffels.